# علی‌آباد (اشنویه شمالی)
 علی‌آباد (اشنویه)، روستایی از توابع بخش مرکزی شهرستان اشنویه در استان آذربایجان غربی ایران است. خالد عزیزی سیاستمدار کورد در این روستا چشم به جهان گشوده است.

## جمعیت
این روستا در دهستان اشنویه شمالی قرار دارد و براساس سرشماری مرکز آمار ایران در سال ۱۳۸۵، جمعیت آن ۶۴۸ نفر (۱۰۸ خانوار) بوده‌است.